# Catacombe di Sant'Alessandro

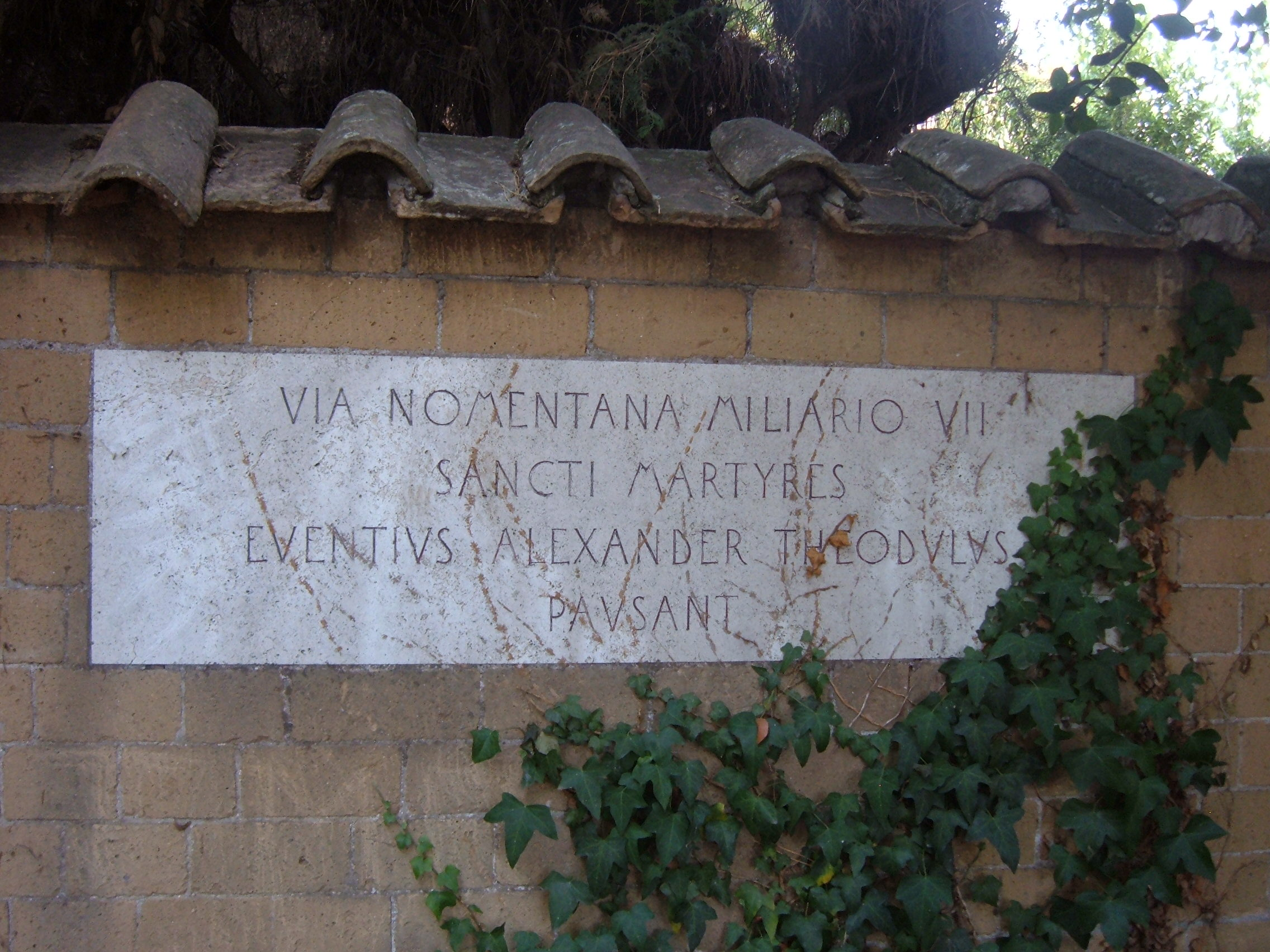
Lapide all'entrata della zona catacombale

La basilica e le catacombe di S. Alessandro sono site presso il VII miglio della via Nomentana, nella zona che da esse prende il nome di Sant'Alessandro nella periferia di Roma.

## Storia
Il complesso monumentale fu scoperto mediante scavi archeologici nel 1854, quando vennero alla luce i resti di una catacomba e della relativa basilica martiriale. La dedica ad Alessandro deriva dalla scoperta di un'iscrizione all'interno del complesso che ricordava il martire insieme ai compagni Evenzio e Teodulo, tutti e tre vittime, probabilmente, della grande persecuzione di Diocleziano (secondo una diversa interpretazione invece i tre sarebbero morti nel 116, al tempo dell'imperatore Traiano). Questo complesso dà il nome anche al quartiere.
Il complesso di gallerie delle catacombe si sviluppa su un solo piano.

La basilica fu edificata all'inizio del V secolo (al posto di un piccolo santuario precedente) per volere di Urso, vescovo di Nomentum, all'epoca di papa Innocenzo I; oltre alla basilica stessa consta di un atrio di ingresso, due locali in cui si trovano le tombe dei tre martiri e varie costruzioni funerarie.
Le catacombe e la basilica subirono gravi devastazioni durante la guerra greco-gotica.